# Нігоян Сергій Гагікович
Сергі́й Га́гікович Нігоя́н (вірм. Սերգեյ Նիգոյան; 2 серпня 1993, Березнуватівка, Солонянський район, Дніпропетровська область, Україна — 22 січня 2014, Київ, Україна) — учасник, активіст і один із бійців 3-ї сотні Самооборони Майдану, вбитий під час протистояння на вулиці Грушевського в Києві. Один із перших загиблих на Майдані. Громадянин України вірменського походження. Герой України (2014, посмертно).

## Життєпис
Народився та проживав у селі Березнуватівці. Батько та мати — вірмени, був єдиною дитиною в сім'ї. Родина Сергія Нігояна переїхала жити в Дніпропетровську область з прикордонного з Азербайджаном села Навур, рятуючись від війни в Нагірному Карабасі (Арцасі). Родина вважалася благополучною, Сергій у селі користувався повагою, вважався спокійним, працьовитим і справедливим. Проживав на вулиці Тараса Шевченка, односельці розповідали, що він дуже цьому радів.
У 2011 році вступив до Дніпродзержинського коледжу фізичного виховання, навчався за фахом «вчитель фізкультури», але був відрахований 2013 року. Активно займався карате, в 2012 році посів третє місце на чемпіонаті Дніпродзержинська з кіокушинкай карате. Захоплювався радіотехнікою. Мріяв вступити до Дніпропетровського театрально-художнього коледжу та вчитися на актора.
Україномовний. Патріот України і Вірменії. Був ідейним, мав активну життєву позицію та переконання, що Україна мусить бути демократичною.

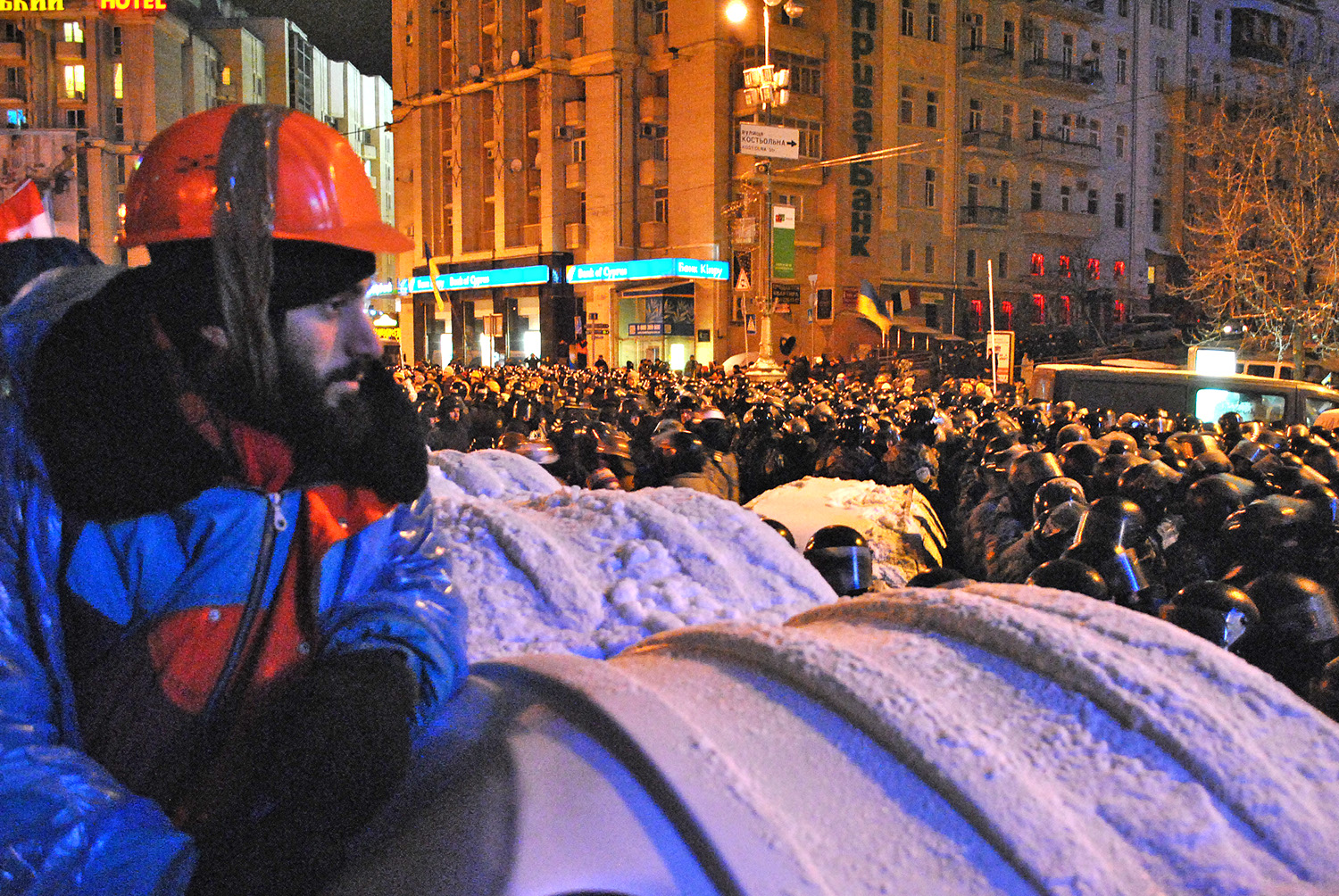
На барикаді на вулиці Михайлівській біля Будинку профспілок у ніч штурму Майдану 11 грудня 2013 року

Учасник Євромайдану з 8 грудня 2013 року. Приїхав з власної ініціативи, попередньо не повідомивши батьків. Не підтримував жодного з партійних лідерів, а свій приїзд пояснив так: «зрозумів, що повинен бути за Майдан». На Майдані був охоронцем, жив у наметах разом з протестувальниками з Львівщини та Івано-Франківщини, а також у Будинку профспілок. Приїжджав додому на початку січня, проте, попри вмовляння родини, вирішив повернутися на Майдан. Запам'ятався багатьом учасникам своїм колоритом, запалом та патріотичними висловлюваннями.
У грудні з Сергієм записали відео на фоні барикад, де він читає поему «Кавказ» Шевченка.
Загинув 22 січня 2014 року від поранення спричиненого свинцевою картеччю під час подій біля стадіону «Динамо» на Грушевського під час Революції Гідності. Сергія було застрелено близько шостої години ранку, в момент, коли ще тривало перемир'я між мітингувальниками та «Беркутом».
26 січня 2014 Сергія Нігояна поховали на сільському кладовищі його рідної Березнуватівки. До невеликого віддаленого села провести Нігояна в останню путь зібралося понад 2000 людей. Похоронне богослужіння в сільському будинку культури очолили голова Вірменської апостольської церкви в Україні архієпископ Григоріс Буніатян та митрополит Московсько-Богородський УПЦ (КП), уродженець Дніпропетровщини Адріан (Старина). Труну опустили в могилу під гімн України.

## Розслідування обставин загибелі
На початку 2017 року начальник департаменту спецрозслідувань Генпрокуратури Сергій Горбатюк заявив, що епізод з вбивством Нігояна, Жизневського та Сеника не мав прогресу, оскільки перша експертиза, яка проводилась представниками колишньої влади, показала, що постріли були здійснені з відстані до 3 метрів, а кордон правоохоронців знаходився набагато далі. Ця експертиза проводилась впродовж місяця після вбивства. Додаткові експертизи показали, що постріли були здійснені з відстані понад 20 метрів, таким чином до кола підозрюваних потрапляють правоохоронці, які застосовували помпові рушниці.

## Вшанування пам'яті

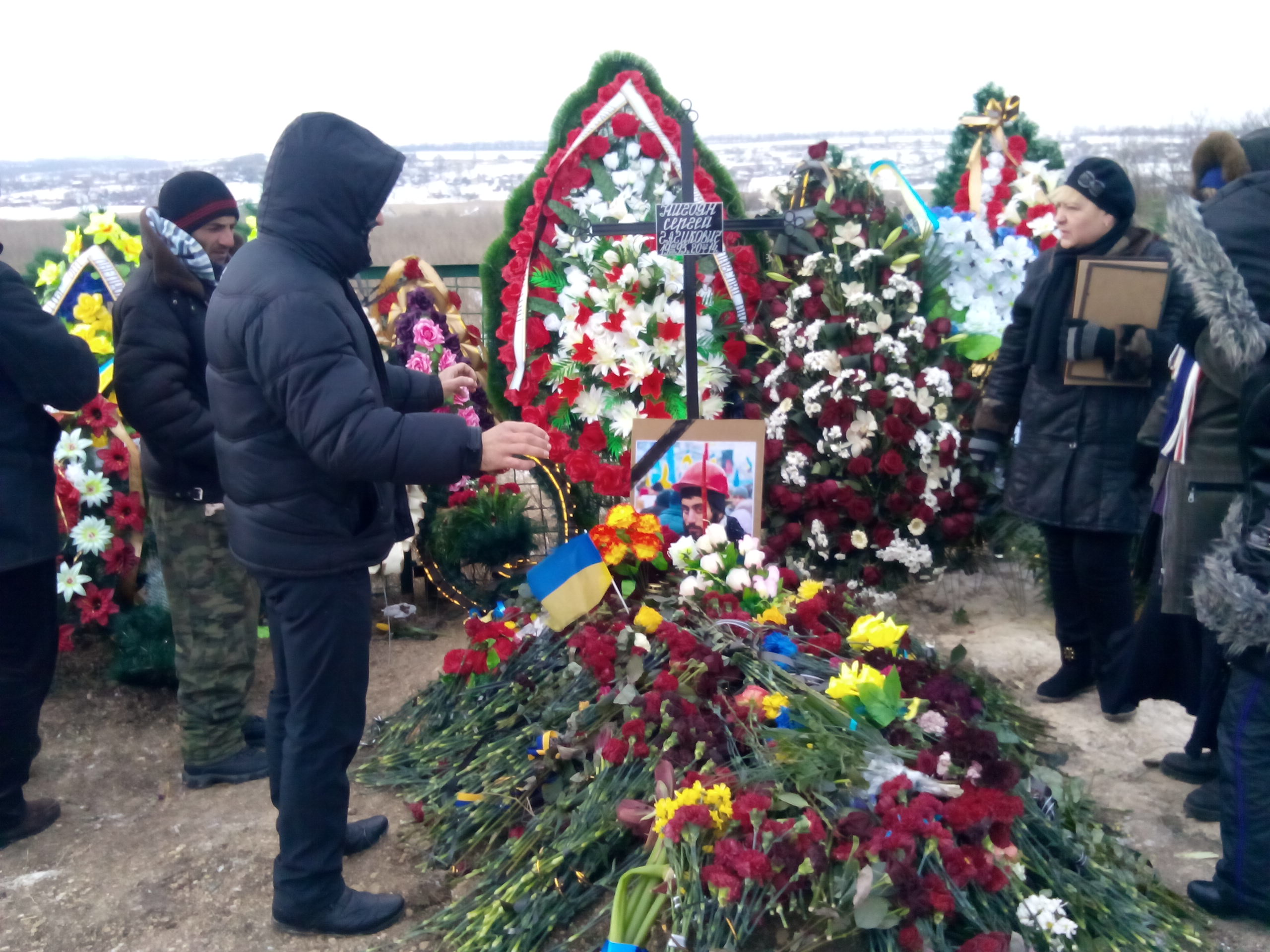
Могила Сергія Нігояна у Березнуватівці

Графіті, на якому зображений Сергій Нігоян у сквері Небесної Сотні (автор — стріт-арт артист Vhils)

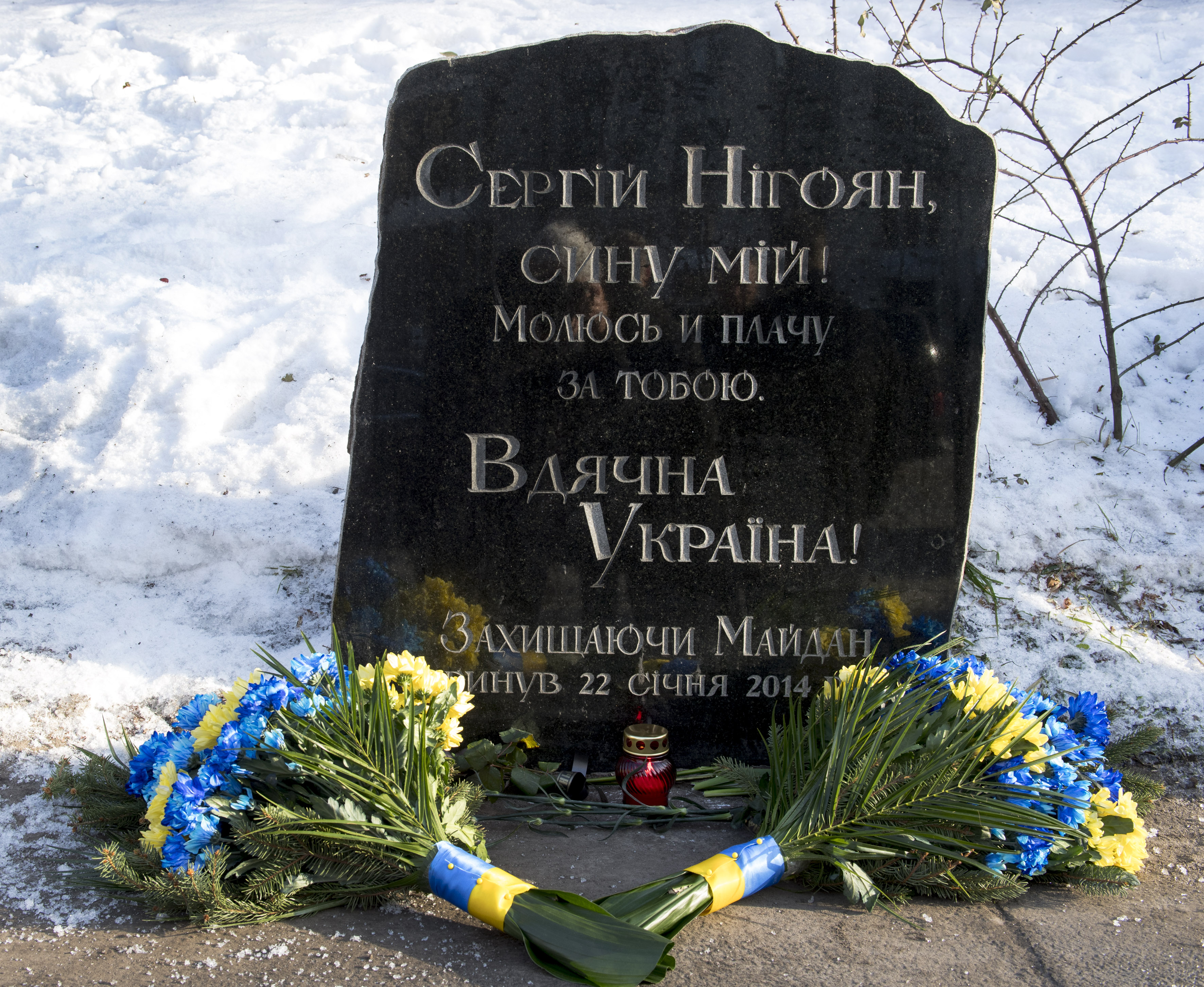
Меморіал у Києві на вул. Грушевського

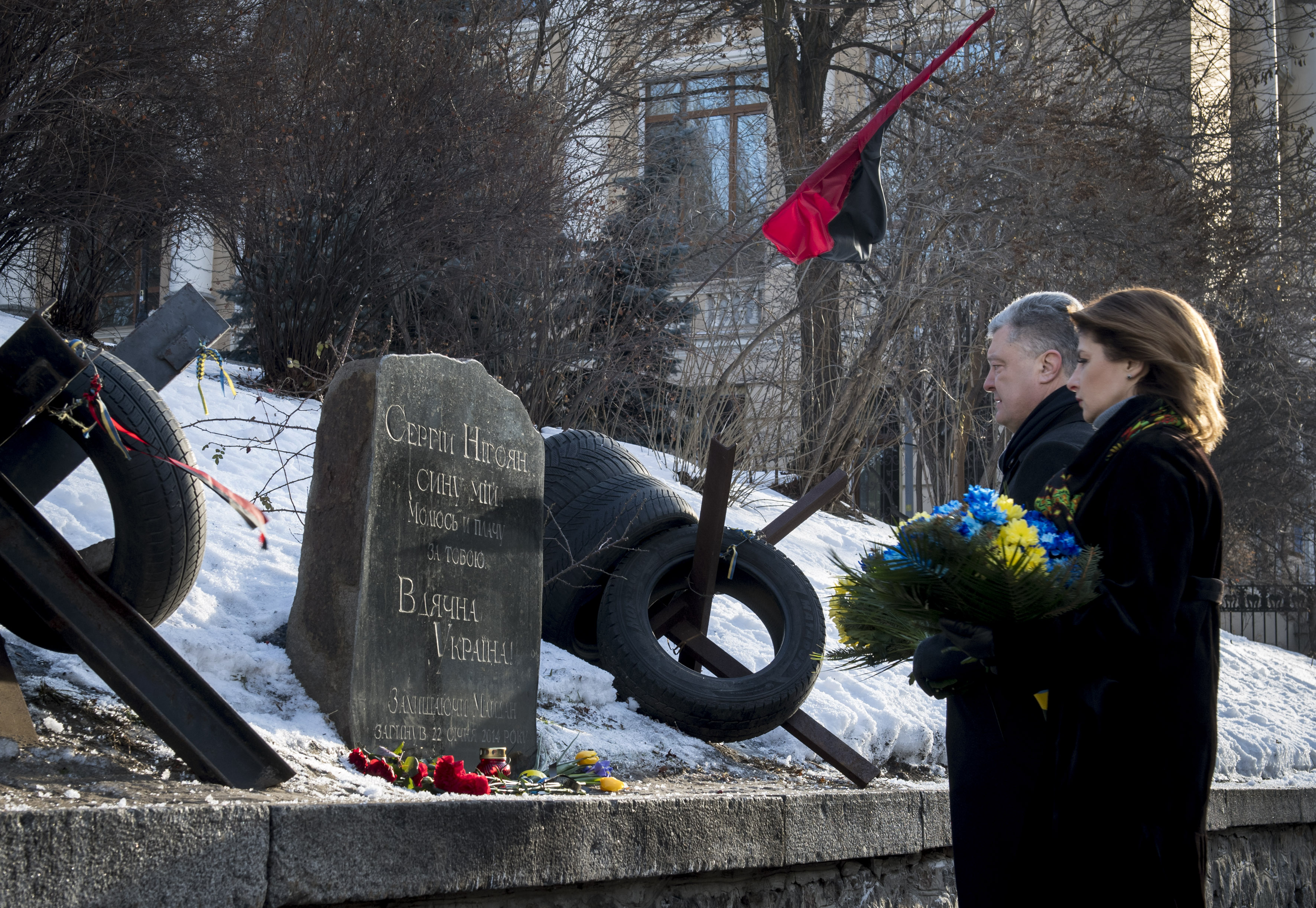
Президент України Петро Порошенко з дружиною кладуть квіти до меморіалу Сергія Нігояна 22 січня 2019

Вірменська громада Дніпра пом'янула загиблого 23 січня у вірменській церкві міста та заявила, що домагатиметься встановлення гідного пам'ятника, пам'ятної стели або перейменування на честь Нігояна вулиці в його рідному селі. Народний депутат України Олександр Бригинець повідомив, що клопотатиме про те, щоб назвати площу перед стадіоном «Динамо» імені Валерія Лобановського на честь Сергія Нігояна.
На честь Сергія Нігояна та інших загиблих на Грушевського в Тернополі названо площу Героїв Євромайдану.
У львівському Храмі святих апостолів Петра й Павла (костелі єзуїтів) відбулася поминальна літургія по Нігояну. У Єревані також вшанували пам'ять загиблого: на мітингу, що відбувся біля посольства України у Вірменії, його порівняли з жертвами розгону 1 березня 2008 акції проти фальсифікацій президентських виборів у Вірменії.
Український композитор Валентин Сильвестров присвятив Сергієві Нігояну свій диптих «…І вам слава, сині гори» та «Со святими упокой…».
Музикант і громадський діяч Святослав Вакарчук прокоментував смерть Нігояна так:
|  | Колись вірменин Параджанов зняв фільм, який став символом українців. Сьогодні вірменин Нігоян віддав життя, яке стало символом України. |

Колишній посол України у Вірменії, перекладач Олександр Іванович Божко висловився про Сергія Нігояна:
|  | Безмежно жаль за перерване героїчне життя, любий Сергію. Підла куля вибирає найкращих — і в горах Карабаху, і на вулицях Києва. Вибач, мій любий Сергію, мою грішну Україну, вона ще не відбулася як гуманна держава, і тому не змогла захистити тебе. Саме заради такого рівня гуманізму й пролилася твоя кров героя, і для того, щоб народ України представ усьому світові в своєму чесному і гуманному обличчі, і триває ця багатовікова боротьба. Вічна тобі слава, і вічна слава загиблим разом з тобою. Оригінальний текст (вірм.) Հազար ափսոս քո նահատակ հերոս կյանքի համար, սիրելի Սերգեյ: Նամարդ գնդակն ընտրում է լավագույններին՝ թե Ղարաբաղի լեռներում, թե Կիևի փողոցներում: Ներիր, Սերգեյ ջան, իմ մեղսավոր Ուկրաինային, նա դեռևս չի կայացել որպես մարդասեր պետություն, դրա համար էլ չկարողացավ պահպանել քեզ:Հենց հանուն մարդասիրության այդ մակարդակի թափվեց քո հերոսական արյունը, իր մարդկային դեմքը աշխարհի առաջ պարզերես կանգնելու համար է շարունակվում արդեն հարյուրամյակներ տևող ուկրաինական պայքարը: Հավերժ փառք քեզ և հավերժ փառք քեզ հետ նահատակվածներին |

У вірменському місті Спітаку площу імені Януковича «перейменували» на честь Сергія Нігояна: група активістів влаштували акцію та наклеїли на таблички з назвою площі наліпки з написом «Площа імені Сергія Нігояна» (вірменською і українською мовами).
27 березня 2014 року 24 сесія Бережанської міської ради перейменували вулицю Галана в Бережанах на вулицю Сергія Нігояна.
28 січня 2015 року рішенням Дніпропетровської міської ради проспект Калініна у Дніпрі було перейменовано на проспект Нігояна. В червні 2017 року Дніпропетровський апеляційний адміністративний суд скасував рішення міської ради про перейменування. Міська влада оголосила про намір або оскаржити це рішення, або провести громадські слухання про нове перейменування Проведені 14 грудня 2017 року громадські слухання підтвердили перейменування., яке таким чином стало остаточним.
Телеканал «1+1» створив документальний фільм «Жіночі обличчя революції», однією із сюжетних ліній якого є розповідь студентки Діани Гебре — «дівчини, яка закохалася в простого хлопця, а втратила героя».
У рамках всеукраїнської акції вшанування пам'яті загиблих героїв Небесної сотні в селі Березнуватівці відкрили пам'ятну дошку на стіні школи, де навчався Сергій Нігоян. Також на його честь назвали центральну алею.
У липні 2014 року в Березнуватівці йому встановлено пам'ятник.
У Києві на стіні будинку по вул. Михайлівській, 24-26, поруч зі сквером Небесної сотні, художник з Лісабона Vhils (Алешандре Фарту) створив велике графіті з портретом Сергія Нігояна.
Кабінет Міністрів України 15 листопада 2017 р. заснував в числі стипендій імені Героїв Небесної Сотні для студентів та курсантів закладів вищої освіти державної форми власності, які здобувають вищу освіту стипендію імені Сергія Нігояна за спеціальністю «Сценічне мистецтво». 
У 2018 році, в пам'ять про Сергія Нігояна, ГО «Родина Героїв Небесної Сотні» та творче об'єднання «Вавилон'13» започаткували «Відзнаку імені Героя Небесної Сотні Сергія Нігояна», в рамках якої щороку 2 серпня (у день народження Сергія) проводитиметься конкурс творчих робіт на його честь. 
21 лютого 2022 року в Дніпрі вшанували пам'ять героїв, які загинули під час Революції Гідності, під час якої голосом Сергія Нігояна було озвучено уривок з поеми Тараса Шевченка "Кавказ".
19 січня 2023 року в місті Ізюм вулицю Булгакова перейменували на вулицю Сергія Нігояна. 

### Нагороди
- Звання Герой України з удостоєнням ордена «Золота Зірка» (21 листопада 2014, посмертно) — за громадянську мужність, патріотизм, героїчне відстоювання конституційних засад демократії, прав і свобод людини, самовіддане служіння Українському народу, виявлені під час Революції гідності[47]
- Медаль «За жертовність і любов до України» УПЦ КП (червень 2015, посмертно)[48]

## Галерея

Випадкове фото, зроблене на Майдані 8.12.2013 р., на якому є Сергій Нігоян
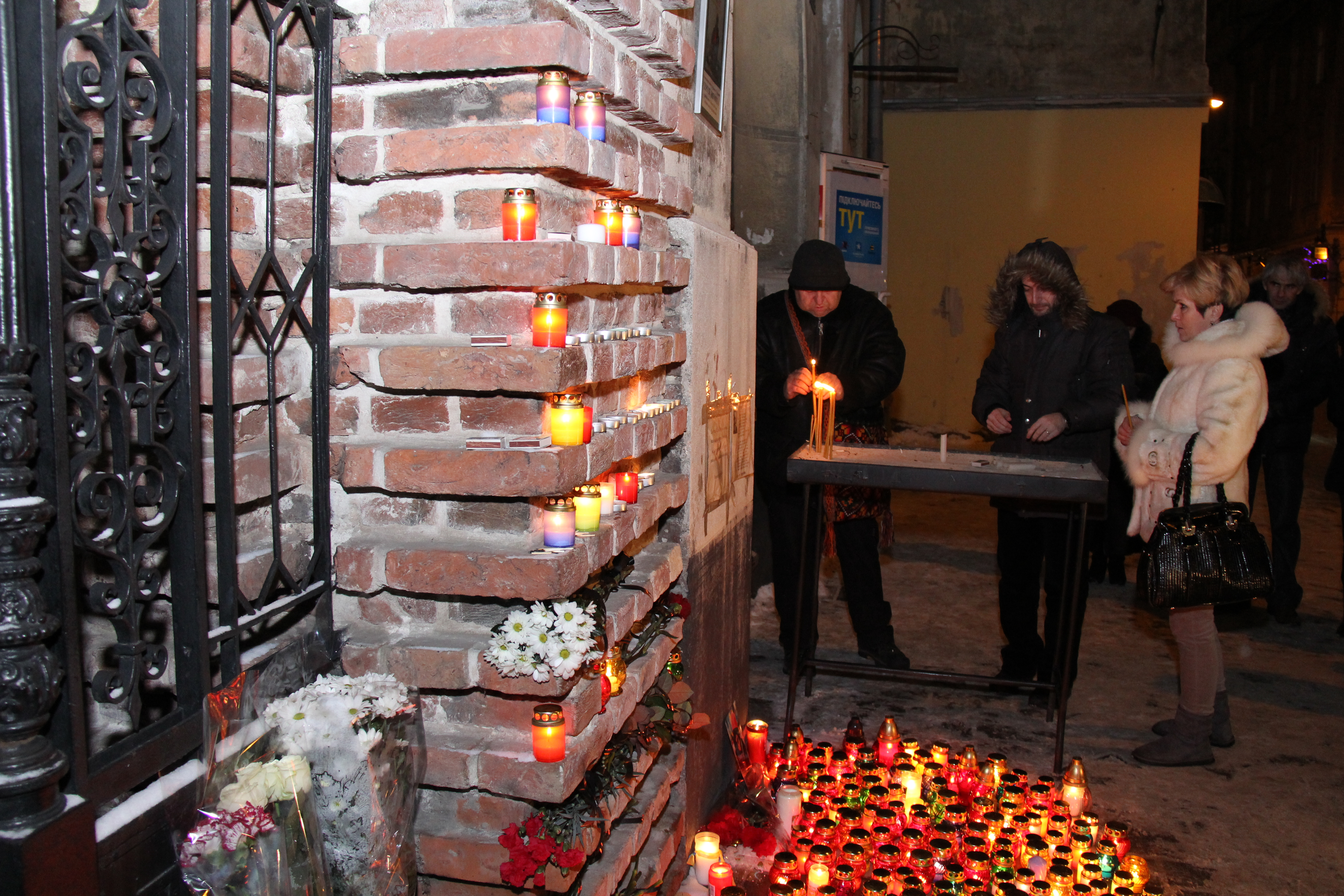
Вшанування пам'яті Сергія Нігояна біля стіни Вірменського Катедрального собору у Львові
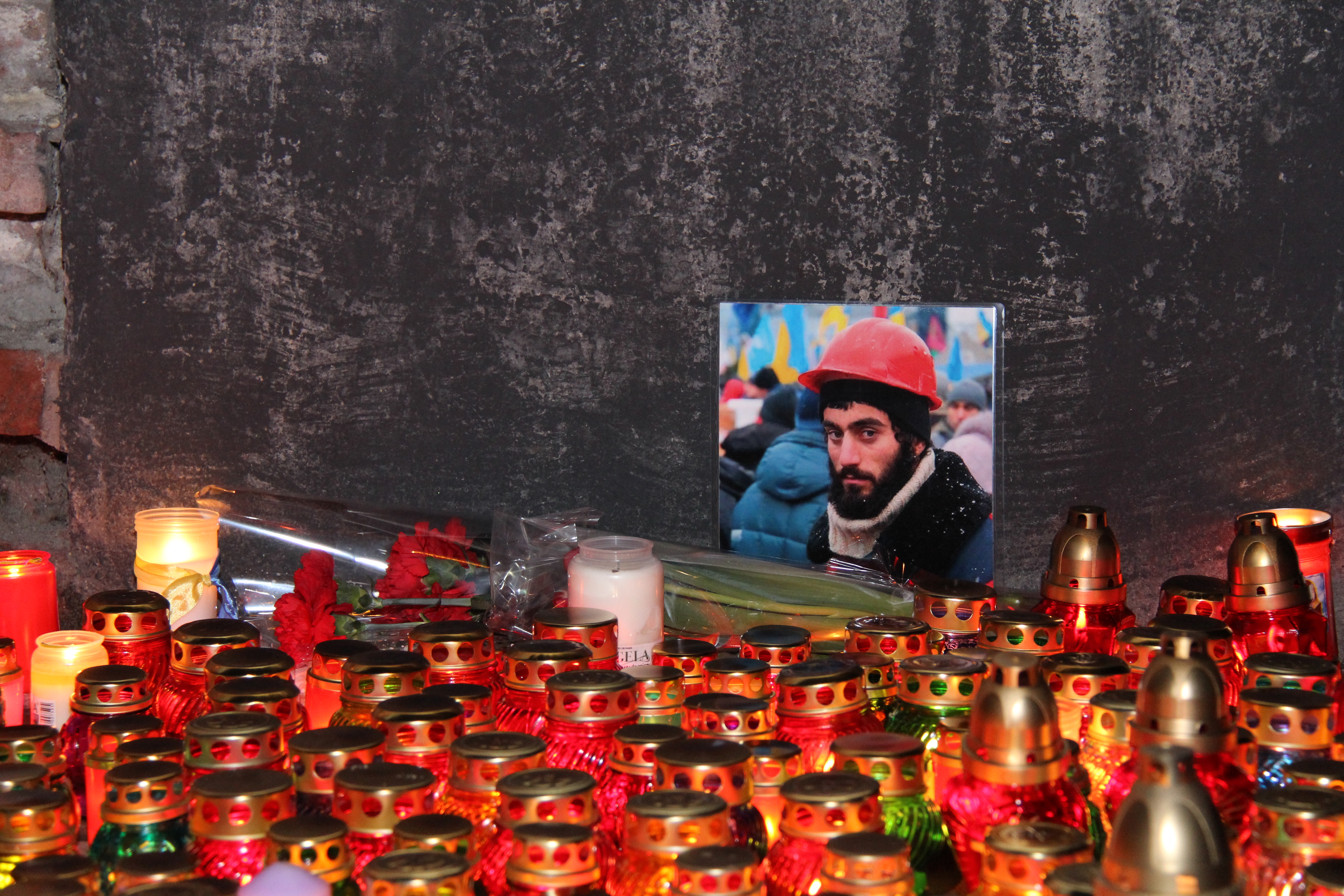
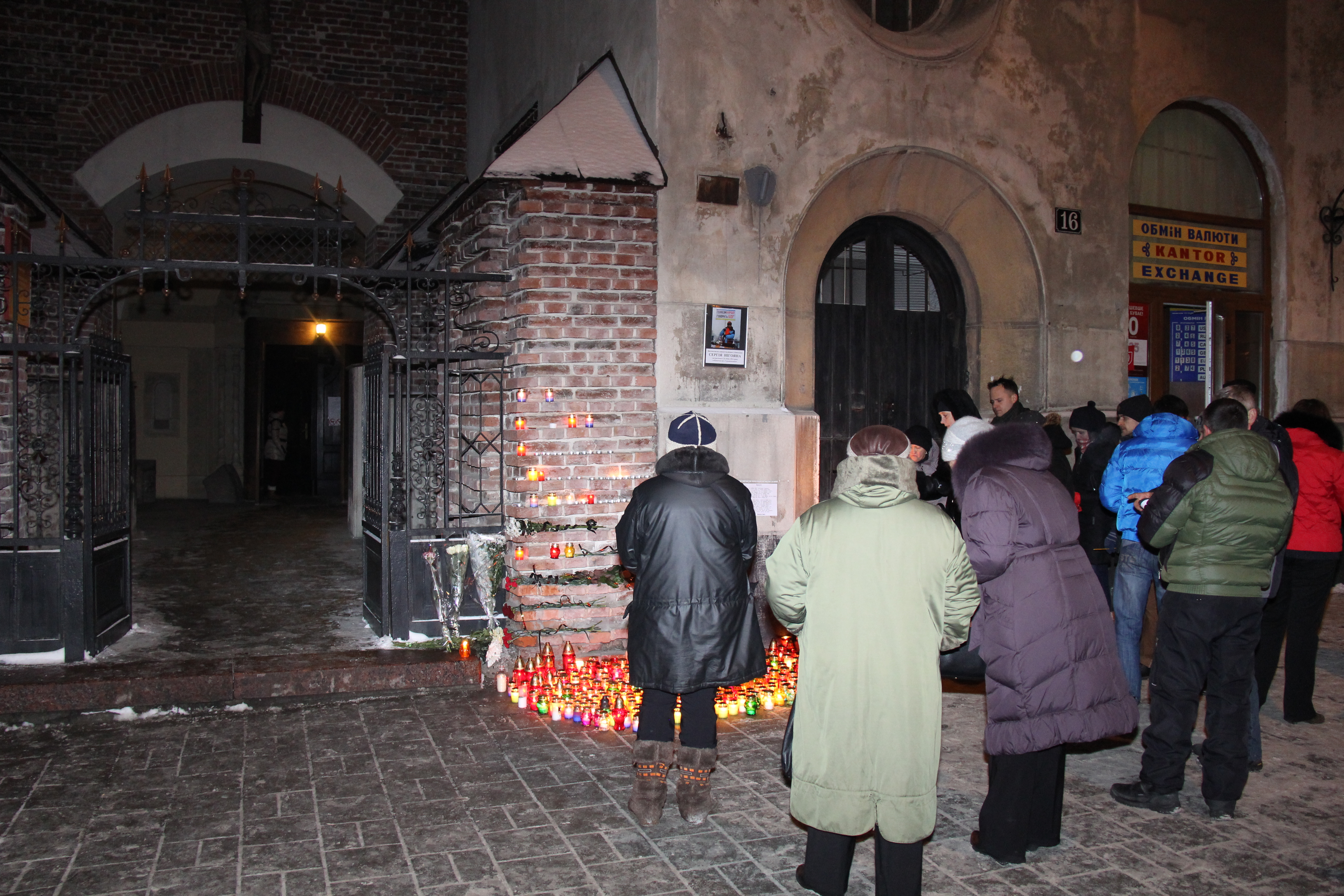
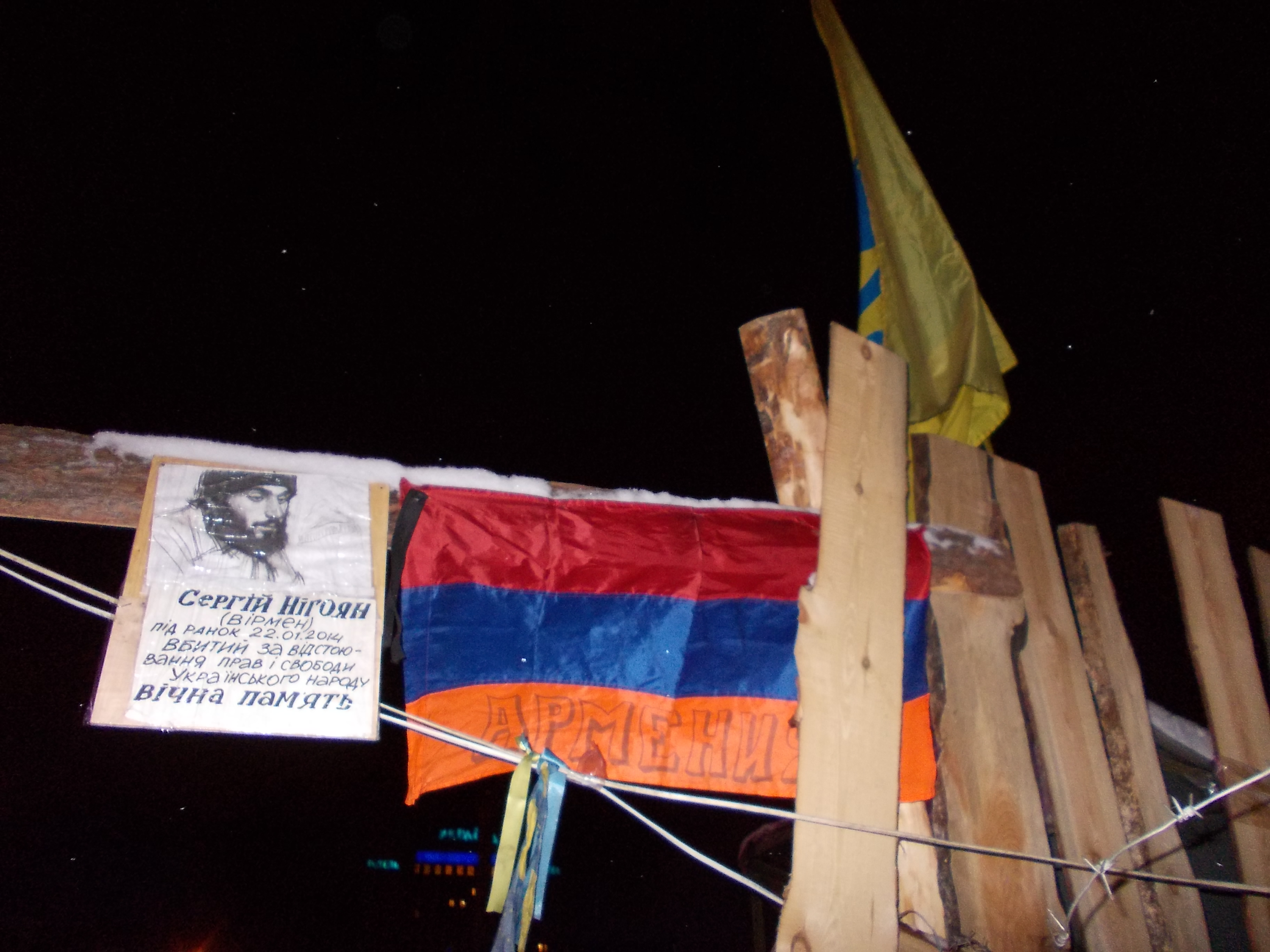
32-і ворота на 3-ій барикаді. Портрет Сергія Нігояна з прапорами Вірменії та України
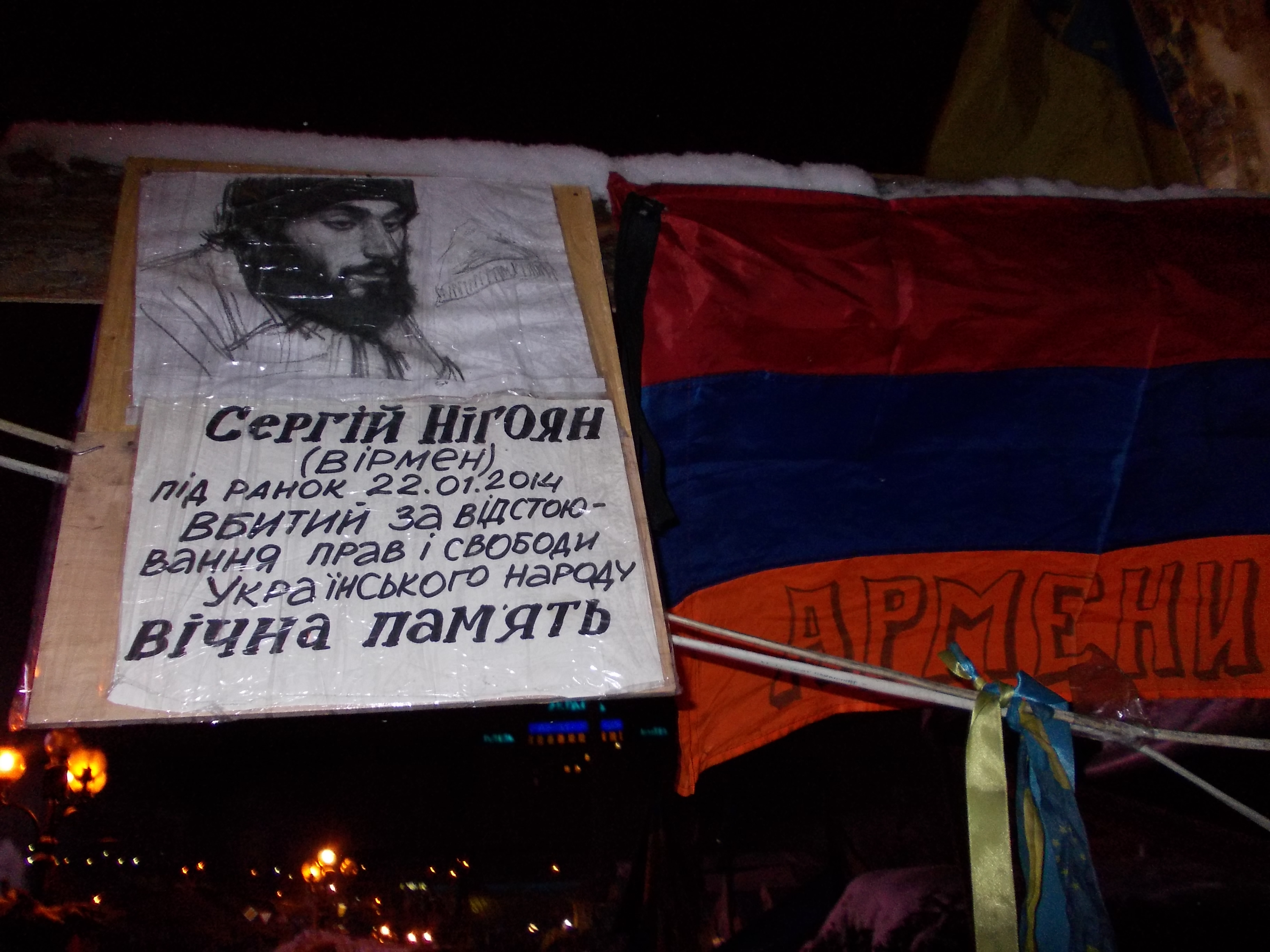
32-і ворота на 3-ій барикаді. Портрет Сергія Нігояна з прапорами Вірменії та України